# Наводничи
Наво́дничи (Нево́дничи; Наво́днический овра́г) (укр. Наво́дничі, Нево́дничі, Наво́дницька ба́лка) — историческая местность Киева, урочище. Простирается вдоль Старонаводницкой улицы и конечной части бульвара Николая Михновского и до Днепра, охватывая площадь Героев Великой Отечественной войны, которая в прошлом имела название Наводницкая.
Название происходит от понтонной (наводной) переправы через Днепр, существовавшей в районе современного моста имени Патона ещё со времён Киевской Руси, а возможно и раньше. В наше время бо́льшая часть местности застроена — чётная сторона Старонаводницкой улицы застроена многоэтажками, нечётная — малоэтажными частными домами.
Поблизости существует Новонаводницкий переулок, а название Новонаводницкая имела нижняя часть современной Лаврской улицы.